# George Sewell
George Sewell (* 31. August 1924 in Hoxton, London, England; † 1. April 2007 in London) war ein britischer Schauspieler.

## Leben
Sewell diente im Zweiten Weltkrieg in der Royal Air Force. Er begann eine Pilotenausbildung, die jedoch mit dem Ende des Krieges abgebrochen wurde. Danach arbeitete er bei der britischen Handelsmarine unter war auf den Passagierschiffen Queen Mary und Queen Elizabeth als Schiffssteward bei Atlantiküberfahrten tätig.
Im Alter von 35 Jahren traf er zufällig auf den Schauspieler Dudley Sutton, der ihm riet am Theater vorzusprechen. Wenig später trat er am Londoner West End auf. Einer seiner ersten Spielfilmrollen hatte er im Oscar-nominierten Rugby-Drama Lockender Lorbeer, weitere nennenswerte Rollen hatte er in Jack rechnet ab und Kubricks Barry Lyndon. Der Schwerpunkt seiner Karriere lag jedoch im Fernsehen. In Deutschland wurde er bekannt als Colonel Alec Freeman in der Serie U.F.O. In der deutsch-britischen Fernsehserie Paul Temple war er neben Francis Matthews und Ros Drinkwater in 11 Folgen (1970–71) zu sehen. Er spielte daneben Gastrollen in verschiedenen Serienformaten wie Die unglaublichen Geschichten von Roald Dahl und Doctor Who und trat 2000 in der Seifenoper Heartbeat auf.
Bis kurz vor seinem Tod am 1. April 2007 war er für Produktionen der BBC tätig.

## Filmografie (Auswahl)
- 1963: Lockender Lorbeer (This Sporting Life)
- 1965–1966: The Power Game (Fernsehserie, 10 Episoden)
- 1966: Der Gentleman-Zinker (Kaleidoscope)
- 1966: Heiße Katzen (Deadlier Than the Male)
- 1967: Der Mann mit dem Koffer (Man in a Suitcase, Fernsehserie, Episode 1x02)
- 1969: Unfall im Weltraum (Doppelgänger)
- 1969: Randall & Hopkirk – Detektei mit Geist (Randall & Hopkirk, Fernsehserie, 1 Episode)
- 1969–1971: Paul Temple (Fernsehserie, mehrere Episoden)
- 1970–1971: UFO (Fernsehserie, 17 Episoden)
- 1971: Jack rechnet ab (Get Carter)
- 1973–1974: Die Spezialisten (Special Branch, Fernsehserie, 25 Episoden)
- 1975: Barry Lyndon
- 1977: Winterspelt 1944
- 1978: Die Füchse (The Sweeney, Fernsehserie, Episode 4x07)
- 1983: Die unglaublichen Geschichten von Roald Dahl (Tales of the Unexpected) (Fernsehserie, Episode 6x01)
- 1988: Doctor Who (Fernsehserie, 4 Episoden)
- 1993–1997: The Detectives (Fernsehserie, 28 Episoden)
- 2000: Heartbeat (Fernsehserie, Episode 9x20)
- 2006: Casualty (Fernsehserie, Episode 20x42)